# Terra Historica (серия книг)
«Terra Historica» («Терра история») — научно-популярная серия книг исторической тематики, выходившая в издательстве «Вече» (Москва) в 2006—2011 годах. Книги серии написаны отечественными и зарубежными исследователями (в том числе известными учёными конца XIX — начала XX в.), специалистами в своей области, и базируются на научных данных. Их тематика охватывает интересные сюжеты из мировой истории от Античности до Нового времени.

## Книги серии

### 2006
- Трагедия тамплиеров / Марсель Лобе. Трагедия ордена тамплиеров. Фо Ги. Дело тамплиеров = Marcel Lobet. La tragique histoire de l'orde du temple. Guy Fau. L'affaire des templiers / Марсель Лобе[фр.], Фо Ги. — М.: Вече, 2006. — 320 с. — (Terra Historica). — 3000 экз. — ISBN 5-9533-1371-3, ISBN 5-8071-0180-4. (в пер.)

- Перну Р. Крестоносцы = Les Croises / Режин Перну; Пер. Алексей Карачинский, Ю. Малинин. — М.: Вече, 2006. — 320 с. — (Terra Historica). — 3000 экз. — ISBN 5-9533-1372-1. (в пер.)

- Перруа Э.[фр.]. Столетняя война = La guerre de cent ans / Эжен Перруа; Пер. М. Некрасов. — М.: Вече, 2006. — 480 с. — (Terra Historica). — 3000 экз. — ISBN 5-9533-1391-8, ISBN 5-8071-0198-7. (в пер.)

- Фолкнер Н. Апокалипсис, или Первая Иудейская война = Apocalypse: The Great Jewish Revolt against Rome ad 66-73 / Нейл Фолкнер; Пер. А. Помогайбо. — М.: Вече, 2006. — 496 с. — (Terra Historica). — 3000 экз. — ISBN 5-9533-1664-X. (в пер.)

### 2007
- Джилман А.[англ.]. Сарацины. От древнейших времён до падения Багдада = The Saracens / Артур Джилман; Пер. Е. Лазарева. — М.: Вече, 2007. — 352 с. — (Terra Historica). — 3000 экз. — ISBN 978-5-9533-1854-9. (в пер.)

- Янсен К. Л. Мария Магдалина = The Making of the Magdalen / Кэтрин Людвиг Янсен; Пер. Юрий Евтушенков. — М.: Вече, 2007. — 480 с. — (Terra Historica). — 3000 экз. — ISBN 978-5-9533-1942-3. (в пер.)

- Хэлдон Дж. История византийских войн = Byzantium a History the Byzantine Wars / Джон Хэлдон; Пер. с англ. М.А. Карпунин, С.С. Луговский. — М.: Вече, 2007. — 464, [16] с. — (Terra Historica). — 3000 экз. — ISBN 978-5-9533-1952-2. (в пер.)

### 2008
- Мак-Кензи Агнес[англ.]. Кельтская Шотландия = Celtic Scotland / Агнес Мак-Кензи; Пер. С. Иванов. — М.: Вече, 2008. — 336 с. — (Terra Historica). — 2000 экз. — ISBN 978-5-9533-2767-1, ISBN 5-9533-1527-9. (в пер.)

- Гуляев В. И. Древние цивилизации Америки / В. И. Гуляев. — М.: Вече, 2008. — 448 с. — (Terra Historica). — 3000 экз. — ISBN 978-5-9533-1975-1. (в пер.)

- Богданов А. П. Царевна Софья и Пётр. Драма Софии / А. П. Богданов. — М.: Вече, 2008. — 352, [16] с. — (Terra Historica). — 3000 экз. — ISBN 978-5-9533-2310-9. (в пер.)

- Хара-Даван Э. Чингисхан. Великий завоеватель / Эренжен Хара-Даван. — М.: Вече, 2008. — 384 с. — (Terra Historica). — 3000 экз. — ISBN 978-5-9533-2627-8. (в пер.)

- Алексеев С. В. Славянская Европа V—VI веков / С. В. Алексеев. — М.: Вече, 2008. — 448 с. — (Terra Historica). — 3000 экз. — ISBN 978-5-9533-2804-3. (в пер.)

- Лэмб Г. Тамерлан. Потрясатель вселенной = Tamerlane the Earth Shaker / Гарольд Лэмб; Пер. Дмитрий Вознякевич. — М.: Вече, 2008. — 336 с. — (Terra Historica). — 3000 экз. — ISBN 978-5-9533-3348-1. (в пер.)

- Иеронимус Р.[англ.]. Сокровище нации. Запретная история Америки = Founding Fathers, Secret Societies / Роберт Иеронимус; Ред. Лаура Кортнер; Пер. А. Помогайбо. — М.: Вече, 2008. — 384 с. — (Terra Historica). — 3000 экз. — ISBN 978-5-9533-3348-1. (в пер.)

### 2009
- Викинги. Между Скандинавией и Русью / Сост.: Александр Фетисов, Алексей Щавелев. — М.: Вече, 2009. — 336 с. — (Terra Historica). — 3000 экз. — ISBN 978-5-9533-2840-1. (в пер.)

- Тейлор И. Славяне и арийский мир = The Origin of the Aryans / Исаак Тейлор. — М.: Вече, 2009. — 416 с. — (Terra Historica). — 3000 экз. — ISBN 978-5-9533-3566-9. (в пер.)

### 2010
- Моммзен Т. История Рима = Romische Geschichte / Теодор Моммзен. — М.: Вече, 2010. — 384 с. — (Terra Historica). — 3000 экз. — ISBN 978-5-9533-4380-0. (в пер.)

- Загадки старой Персии / Сост.: Абузар Эбрахими Торкаман[англ.], Сергей Бурыгин, Николай Непомнящий. — М.: Вече, 2010. — 320 с. — (Terra Historica). — 3000 экз. — ISBN 978-5-9533-4729-7. (в пер.)

### 2011
- Жуков А. В. Камни Ики. Послание невозможной цивилизации / Андрей Жуков. — М.: Вече, 2011. — 368 с. — (Terra Historica). — 2000 экз. — ISBN 978-5-9533-5262-8. (в пер.)